# Beta-propiolakton
β-Propiolakton (systematický název oxetan-2-on) je organická sloučenina ze třídy laktonů, se čtyřčlenným kruhem. Jedná se o čirou, bezbarvou, vysoce toxickou kapalinu se slabou sladkou vůní. Je dobře mísitelný s vodou, ethanolem, acetonem, diethyletherem a chloroformem. Slovo propiolakton se obvykle používá pro tuto sloučeninu, může ovšem označovat také α-propiolakton.
β-Propiolakton je „důvodně podezřelý z karcinogenity pro člověka“ (IARC, 1999). Dříve se široce používal při výrobě kyseliny akrylové a jejích esterů, byl však vytlačen bezpečnějšími a levnějšími alternativami. β-Propiolakton má dezinfekční účinky a používá se pro sterilizaci krevní plazmy, vakcín, tkáňových štěpů, chirurgických nástrojů a enzymů. Hlavním dnešním použitím β-propiolaktonu je jako surovina pro syntézu jiných chemických sloučenin.
S vodou β-propiolakton pomalu reaguje a hydrolyzuje za vzniku kyseliny 3-hydroxypropionové (hydrakrylové).